# 서동 (부산)
서동(書洞)은 대한민국 부산광역시 금정구의 법정동이다. 행정동 서1~3동으로 나뉜다. 과거 명칭인 동상동(東上洞)으로도 불린다. 

## 같이 보기
- 대한민국의 지리
- 대한민국의 행정 구역